# Kinas herrlandslag i basket

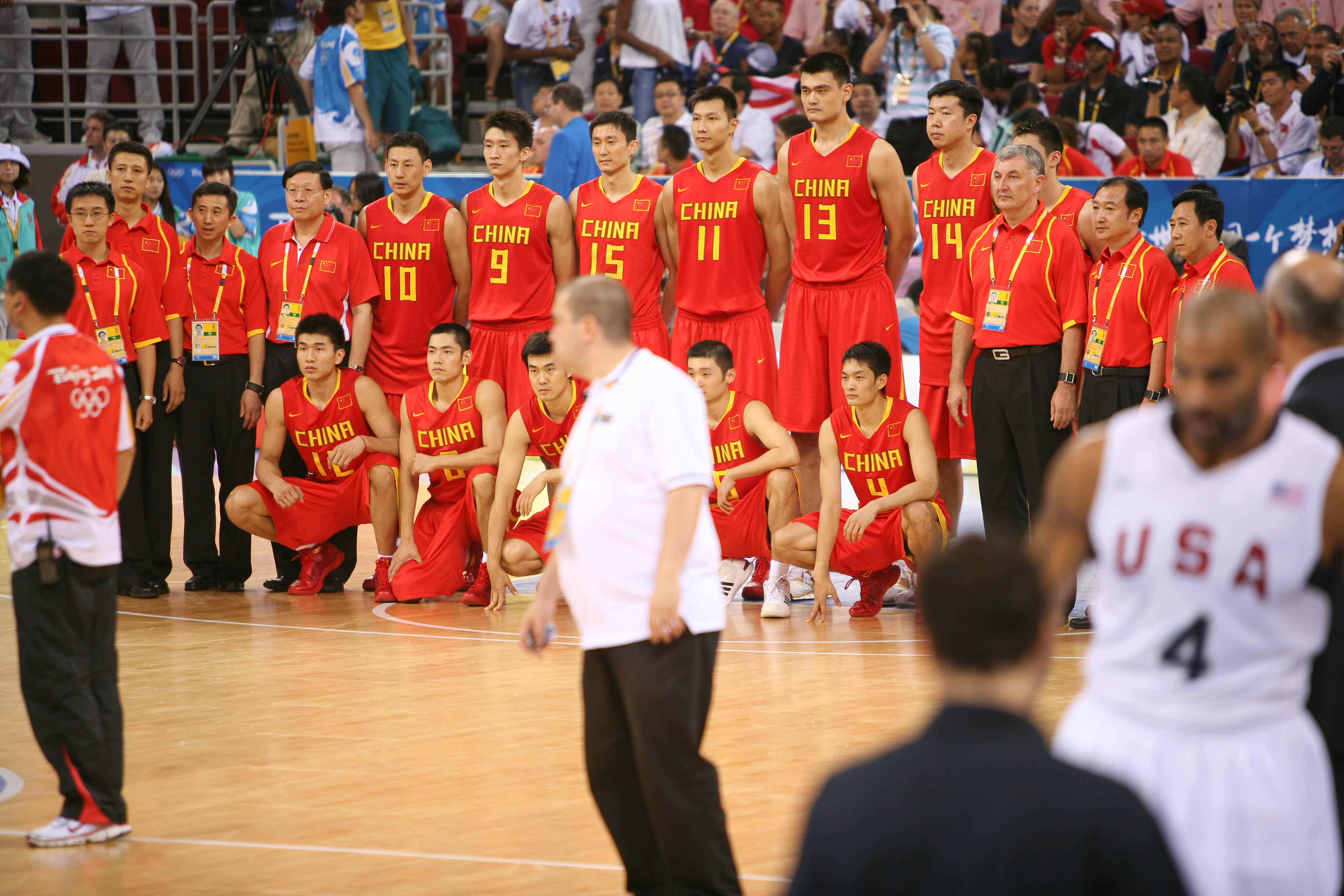
Kinas herrlandslag vid 2012 års olympiska turnering i London.

Kinas herrlandslag i basket representerar Kina i basket på herrsidan. Laget har blivit asiatiska mästare ett flertal gånger.

### Fotnoter
1. ↑  Todor Krastev. ”Men Basketbal Asia Championships Archive” (på engelska). Sport Statistics. Arkiverad från originalet den 16 november 2016. https://web.archive.org/web/20161116193643/http://www.todor66.com/basketball/Asia/index_Men.html. Läst 24 juni 2015.